# Маринованная сельдь
Маринованная сельдь — сельдь, вымоченная в слабоконсервирующей жидкости (маринаде). Маринование — это один из способов консервирования пищевых продуктов, основанный на действии кислоты. Способ консервирования пищевых продуктов с применением сахара в составе заливки называется маринадом. Используется также маринование с применением растительных масел. Маринованная сельдь является одним из символов страны Нидерланды и неотъемлемой частью нидерландской кухни.

## История
История маринования рыбы уходит корнями во времена нашей эры, когда человечество ушло от питания собирательством, но ещё не эволюционировало до высот кулинарии. Маринование — способ сохранения свежевыловленной рыбы для употребления, транспортировки или торговли. В процессе маринования кислоты играют значительную роль в сдерживании провоцирующих порчу продукта явлений (вирусного, грибкового, бактериального характера). Для мариновки древние люди использовали продукты, доступные им в зависимости от региона: Нидерланды, Англия, Норвегия — лук; Испания, Португалия — лимоны.
Процесс приготовления сельди (известный как «гиббинг») был разработан во времена средневековья — голландцами. Сельди ловятся в период с конца мая по начало июля в Северном море вблизи Дании или Норвегии, прежде чем начнется сезон размножения. Лов в это время обусловлен тем, что рыба в этот период богата маслами (более 15 %) и её икра и молоки ещё не начали созревать.
Из-за неполовозрелости рыбы и происходит её голландское название Maatjesharing. Его можно перевести как «девственная селёдка». По-голландски «девушка» звучит как Maagden, постепенно превратившееся в Maatje, что является языковым изменением. А haring — селёдка. От Maatje происходит русское коммерческое название селёдки, приготовленной таким способом, которая часто продаётся в пресервах: матье(с) или матиас.

## Способ маринования

### Голландский «гиббинг»
Процесс «gibbing» был изобретен зеландским моряком Вильямом Бюкельсом (William Buckels) в XIV веке. Изобретение этого метода консервации рыбы привело к тому, что голландцы улучшили питание своих моряков, а это сыграло значительную роль в их доминировании в мореплавании. Где-то в период между 1380—1386 годов Вильям Бюкельс обнаружил, что рыба, маринованная таким образом, будет храниться подолгу и может быть упакована и транспортирована. Гиббинг отличается процессом разделки сельди к солению (или маринованию сельди), в котором жабры и часть пищевода удаляются из рыбы, устраняя любой горький вкус. Печень и поджелудочная железа остаются в рыбе, из которых в процессе маринования высвобождаются ферменты, необходимые для придания аромата. Затем рыбу помещают в рассол и маринуют в течение приблизительно 5 дней, традиционно в дубовых бочках. При этом бочки не требуют никакой дополнительной подготовки. После этого с филе удаляется кожа и сельдь готова к употреблению. Сегодня этот рецепт имеет много вариаций и местных предпочтений.
Сельдь «Коломенская»
Своим происхождением этот рецепт восходит к периоду правления Петра Великого , известного своим стремлением научить готовить сельдь по голландским рецептам . Согласно истории Петр даже приглашал повара из Голландии , что бы внедрить волжскую сельдь  , но тот так и не смог воссоздать рецептуру . Так и оставалась волжская сельдь долгое время едой для бедняков .  С Архангельска на Москву везли дорогую жирную сельдь (архимандричью)   , а с Астрахани , через Коломну - дешёвую (залом)   , Пока Коломенские купцы не придумали схожий с голландцами рецепт : сельдь мариновалась в яблочном уксусе с солью и луком . Предварительно у рыбы удалились жабры и требуха . Иногда добавлялись дольки свежего яблока для аромата . Коломна славилась  своими яблоневыми садами и всем что связанно с этими плодами . Вот и этот рецепт в себя впитал яблоневый дух города . 

### Немецкий «Бисмарк»
Своё название этот способ получил по имени канцлера Германии конца XIX столетия Отто фон Бисмарка. Бисмарк был большим ценителем сельди и блюд из неё. Согласно преданию, в 1871 году торговец рыбой из Штральзунда Иоганн Вихман отправил в подарок Бисмарку бочонок специально приготовленной сельди, которая канцлеру так понравилась, что он разрешил присвоить этому продукту своё имя. По другим сведениям, сельдь послал Бисмарку некий хозяин ресторана из Фленсбурга.
Сельдь «Бисмарк» готовят из кусочков сельди, вымоченных в кислом маринаде. Маринад должен быть приготовлен из уксуса, соли, репчатого лука, зёрен горчицы и лаврового листа. Иногда в маринад также добавляют нарезанную маленькими кубиками морковь. Кусочки сельди режутся маленькими тушками или полосками, как это принято при приготовлении рольмопсов. В Германии традиционно используется маринад с 14%-м содержанием соли и 7%-м — уксусной кислоты. Вымоченные в подобном маринаде кусочки сельди характерны и для кухни скандинавских стран.

## Полезные свойства
Маринованная сельдь легко усваивается организмом, а также является источником белка, йода, фосфора, кальция, натрия, калия, цинка, магния, фтора. В 100 г такой рыбы содержится около половины суточной нормы белка. Жирные сорта рыбы, такие как сельдь и лососевые, способны снабдить организм калориями в 2 раза больше, чем то же количество белой рыбы. Входят в состав белков сельди и незаменимые аминокислоты, а также витамины А, B12, D и РР. Пищевая ценность: (на 100 г продукта): белки — 16,5 г, жиры — 12,6 г, углеводы — 3,4 г. Калорийность — 192 ккал. Прием маринованной сельди входит в состав так называемой «Кремлёвской диеты».

## Противопоказания
Сельдь следует употреблять осторожно, поскольку в продукте большое количество соли. Один грамм поваренной соли способен связать до ста миллилитров воды. Поэтому не следует употреблять сельдь людям, которые страдают отеками, повышенным давлением, болезнями почек, при язвах и энтероколитах, поскольку, если происходит насыщение кровеносных сосудов и тканей поваренной солью, возникает избыток воды в организме. Это, в свою очередь, провоцирует перегрузку всех органов. С большей нагрузкой начинает работать сердце, почки вынуждены интенсивно избавляться от избыточного количества соли и воды. Потому даже здоровые люди не должны регулярно включать маринованную сельдь в ежедневный рацион.

## Сервировка
В голландской традиции маринованная сельдь чаще всего употребляется в качестве отдельного блюда, без гарнира или с нарезанным мелкими кубиками луком и/или маринованным огурцом, часто на мягкой белой булочке. «Классическим» способом употребления сельди в Нидерландах является поедание, подняв её за хвост, и, откинув голову назад — опустить в рот.
Блюдо из маринованной сельди в Северной Германии традиционно подают с отварным картофелем в мундире, фасолью, мелко нарезанным жареным беконом и луком. В некоторых регионах (например, Гольштейн) оно подается на тёмном хлебе с брусникой и сливочным соусом. Маринованную сельдь можно подавать со сливками или йогуртовым соусом, с луком и корнишонами или добавлять в салаты.
В Швеции маринованная сельдь традиционно подается с отварным картофелем, сметаной, нарезанным зелёным луком, хрустящим хлебом и шнапсом . Варёные яйца являются популярным гарниром к рыбе. В настоящее время большинство шведов употребляет маринованную сельдь, которая готовится в банках и с добавлением сахара. В шведской кухне в маринованную сельдь добавляют намного больше специй, чем где-либо.